# Webedia
Webedia è un'azienda francese specializzata nella produzione di media online con sede nel comune di Paul-Vaillant-Couturier (provincia di Levallois-Perret), fondata nel 2007 da Cédric Siré e Guillaume Multrier come filiale della capogruppo francese Fimalac.
Secondo ComScore a dicembre 2018 Webedia conta oltre 250 milioni di visitatori al mese nel mondo. Presente in quindici Paesi, la società occupa il sesto posto tra i gruppi di intrattenimento francesi con un pubblico medio di 28 milioni di visitatori al mese dopo Le Figaro. Webedia conta 2 400 dipendenti al 2019.

## Proprietà
Webedia possiede in particolare AlloCiné, (società anonima che fornisce informazioni e servizi sul cinema), Jeuxvideo.com (sito web che fornisce materiale sui videogiochi), PureMédias, PurePeople, PureShopping, PureBreak, Terrafemina, 750g, Exponaute, Millennium, e altri.

### Scimob
Nel 2016 Webedia ha acquistato Scimob,  sviluppatore di videogiochi francese. Fondato nel 2008 da Gaël Bonnafous con base a Montpellier, il gruppo è specializzato nello sviluppo di rompicapo dal 2012, distribuiti in 120 paesi e scaricabili dall'App Store e da Google Play. Scimob ha raggiunto il successo globale a maggio 2016 con oltre 60 milioni di download.

## Controversie
Il 26 novembre 2015 Webedia è stata accusata di violazione della privacy dalla corte suprema di Nanterre e condannata a versare un totale di 12 000 euro al denunciante, una persona conosciuta con le sue sole iniziali: D. B.-Z..
Il sito PurePeople, pubblicato da Webedia, è accusato di aver diffuso diverse fotografie di D. B.-Z. col suo compagno M.-J.C. in un articolo del 31 maggio 2014. Webedia ha risarcito con 7 000 euro la vittima, la signora C..